# 2015년 4월 죽음

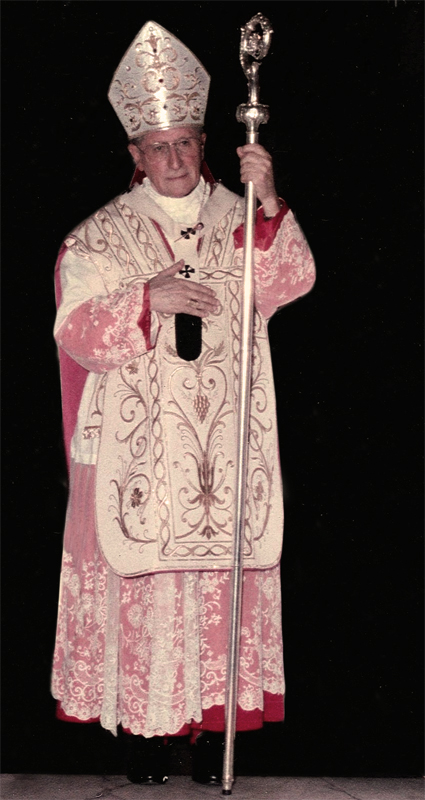
지오반니 카네스트리

다음은 2015년 4월에 사망한 저명한 인물 목록이다.
- 4월 5일 - 대한민국의 작곡가 안병원
- 4월 7일
  - 미국의 배우 제프리 루이스
  - 도미니카 공화국의 전 야구선수 호세 카페얀
- 4월 9일 - 대한민국의 전 기업자이자 국회의원 성완종
- 4월 13일 - 독일의 작가 귄터 그라스
- 4월 30일 - 미국의 가수 벤 E. 킹